# Seuche
Eine Seuche (verwandt mit siech im Sinne von „schwach, krank“) ist eine sich schnell ausbreitende ansteckende Infektionskrankheit im Sinne einer Epidemie bzw. eine „ältere Bezeichnung für eine bedrohliche und sich rasch verbreitende Krankheit“ und in einem engeren Sinne eine zeitlich und örtlich gehäuft auftretende Erkrankung zahlreicher Lebewesen an einer bedrohlichen und hochansteckenden Infektionskrankheit. Nach Manfred Vasold handelt es sich um eine „hochkontagiöse Infektionskrankheit mit relativ kurzer Inkubationszeit“ wie die epidemischen Krankheiten Pocken, Masern und Grippe, die nicht selten großflächig als wellenförmig verlaufender Seuchenzug auftritt, etwa bei Cholera und Pest.

## Etymologie und Geschichte des Seuchenbegriffs
Das Wort „Seuche“ (von mittelhochdeutsch siuche) ist ein Abstraktum zu siech („schwach, krank“) und geht zurück auf althochdeutsch siuhhī, unter anderem im Sinne von „allgemeine Krankheit, die den ganzen Körper schwächt oder eine Krankheit der ganzen Gegend, der ganzen Sippe od. Herde“.
Es wurde auch vermutet, dass das dem Substantiv Seuche zugrundeliegende Adjektiv siech, von germanisch seuka („krank“), verwandt ist mit „saugen“ (vgl. gotisch siukan „gesogen sein“), das früher Krankheit als durch (aus)saugende (unsichtbare) Dämonen verursacht betrachtet wurde.
Als Seuche bezeichnete man früher eine „ansteckende Krankheit, die allgemeiner sich ausbreiten kann, da die Gesunden durch die an derselben Krankheit Leidenden angesteckt werden können“, aber auch (im 17. Jahrhundert) den „Krankheitsstoff, der durch den ganzen Körper oder das Land geht“.
Diese frühere Bezeichnung „besitzt eine emotionale Qualität, beschwört Bilder von Schrecken, Gefahr, von Massenelend und Tod“, auch in Bezug auf Kriegsseuchen (früher vor allem Typhus, Ruhr, Cholera, Fleckfieber und Pest). Seuche sei nach Johanna Bleker und Marina Stöffler-Meilicke im 18. Jahrhundert als Ersetzung des Begriffes Pest bzw. Pestilenz in Gebrauch gekommen, wobei letztere als Oberbegriff für massenhaftes Erkranken und Sterben diente. Dieser Seuchenbegriff berücksichtige die immer vorhandenen Krankheiten kaum, sondern „beschreibt mehr oder weniger plötzlich auftretende Massenerkrankungen“. Seuche „war nicht von der Ursache her definiert, sondern durch die Intensität und Plötzlichkeit des Auftretens“. Seuchen im alten Sinn waren dramatische Ereignisse. Das liege auch daran, dass die Erkenntnis der Übertragung durch Erreger erst 1876 durch die Arbeiten von Robert Koch ihren Anfang nahm.
Die Kontagiosität (Übertragungsfähigkeit) und Infektiosität (Fähigkeit, bei einem Wirt eine Infektion hervorzurufen) sowie Art, Schweregrad und Letalität (Tödlichkeit) der hervorgerufenen Krankheit bestimmen dabei Art und Ausmaß einer Seuche. Typisch ist ein schwerer Verlauf solch virulenter Infektionskrankheiten, der zu „Siechtum“ oder Tod führen kann.
 Für Seuchenlehre existiert der veraltete Begriff Loimologie (von griechisch loimos „Pest, Seuche“, zur Gleichsetzung siehe oben). Auch der Begriff Seuchenforschung wurde und wird teilweise noch als Bezeichnung für die Erforschung der Infektionskrankheiten (einschließlich deren Verbreitung) verwendet, was heute Gegenstand der Epidemiologie bzw. genauer Infektionsepidemiologie ist. Für die Erforschung von Tierseuchen existiert beispielsweise das Friedrich-Loeffler-Institut auf der Insel Riems.

## Aktuelle Fachterminologie
Der Begriff wurde in der modernen Fachsprache weitgehend durch Infektion ersetzt (z. B. Seuchenschutz durch Infektionsschutz, Seuchenhygiene durch Infektionshygiene, Seuchengeschehen durch Infektionsgeschehen, Seuchenlehre durch Infektionsepidemiologie). Im Kontext biologischer Gefahren und hochkontagiöser lebensbedrohlicher Krankheiten sind mit dem Begriff Seuche assoziierte Termini weiterhin im Gebrauch (z. B. Seuchenhygienisches Management, Seuchenalarmplan). Mit der Geschichte der Seuchen bzw. Pandemien bis in die Gegenwart befasst sich die Seuchengeschichte.
Seuchenartige Häufungen von infektiösen Erkrankungen werden in der Epidemiologie je nach Art der zeitlichen und räumlichen Ausbreitung in drei Gruppen unterteilt.
In der Humanmedizin:
- Epidemie bei zeitlich und räumlich begrenzter Häufung
- Endemie bei räumlich begrenzter, zeitlich unbegrenzter Häufung
- Pandemie bei zeitlich begrenzter, räumlich unbegrenzter Häufung

In der Tiermedizin:
- Epizootie bei zeitlich und räumlich begrenzter Häufung
- Enzootie bei räumlich begrenzter, zeitlich unbegrenzter Häufung
- Panzootie bei zeitlich begrenzter, räumlich unbegrenzter Häufung

Seuchen unterliegen im Regelfall einer Melde- bzw. Anzeigepflicht gegenüber öffentlichen Behörden. In den einzelnen Staaten (ggf. mit Spezifikationen in Bundesländern oder Kantonen) existieren dafür entsprechende gesetzliche Grundlagen. In Deutschland regelt dies das Infektionsschutzgesetz (früher Bundesseuchengesetz), in der Schweiz das Epidemiegesetz. In Österreich ist dies in vier verschiedenen Gesetzen geregelt. Für Tierseuchen gibt es entsprechende Regelungen. In Deutschland sind diese dem Veterinäramt zu melden. In der Schweiz gibt es das Informationssystem Seuchenmeldungen der Kantone (InfoSM) mit vorgeschriebenen Meldungen an die Kantonalen Veterinärämter.

## Weitere Verwendungen des Seuchenbegriffs
Verseuchung bzw. Kontamination ist die Verunreinigung durch Stoffe, insbesondere Schadstoffe, durch Mikroorganismen, biologische Gifte, chemische Substanzen oder Radioaktivität.
Durchseuchung ist der medizinische Begriff zur Beschreibung des Verbreitungsgrades einer endemischen Infektionskrankheit. Im Unterschied zur herkömmlichen Prävalenz werden auch Personen gezählt, die unter der Erkrankung litten, aber wieder gesund sind sowie solche, die nachweislich mit dem entsprechenden Erreger infiziert sind, aber keine klinischen Krankheitszeichen aufweisen.

## Dokumentarfilme
- Seuchen des 21. Jahrhunderts. Discovery Channel. 3 Folgen, 150 Min. Deutschsprachige DVD-Erstveröffentlichung: 28. Juli 2003.[25]
- Schatten des Todes – Die Geschichte der Seuchen. BR-alpha. 6 Folgen, 180 Min. Deutschland 2010 (Online in der ARD Mediathek).[26]
- Grippe, Pest und Cholera – Die Geschichte der großen Seuchen. ZDF-History, 31 Min. Deutsche Erstausstrahlung: 1. März 2020 (Online bei YouTube).[27][28]